# Gum Air
Gum Air es una aerolínea surinamesa con base en el Aeropuerto Zorg en Hoop en Paramaribo, Surinam. Gum Air coopera con Trans Guyana Airways para ofrecer vuelos diarios entre el Aeropuerto Zorg en Hoop (ORG) de Paramaribo, Surinam y el Aeropuerto Internacional Eugene F. Correia - Ogle (OGL) en Georgetown, Guyana. 

## Historia
Gum Air fue fundada en 1971 por seis hermanos de la familia Gummels. La empresa que iniciaron en marzo de 1964 era una empresa de pulverización aérea agrícola llamada Surinam Sky Farmers y Gum Air, su descendiente, se centró más en vuelos nacionales y vuelos chárter regionales. Mientras que Surinam Sky Farmers tiene su base en el distrito arrocero de Nickerie en la pista de aterrizaje de Wageningen, Gum Air ha establecido su base en el Aeropuerto Zorg en Hoop de la ciudad.

## Actualidad
Gum Air tiene su base en el Aeropuerto de Zorg en Hoop en la capital de Paramaribo y ahora vuela principalmente con aviones Cessna de un solo motor y aviones bimotores de Havilland Canadá DHC-6 Twin Otter.
Gum Air también posee un helipuerto dedicado, el Helipuerto Gummels, situado en Kwatta, cerca de la ciudad de Paramaribo. De propiedad privada de la familia Gummels, el helipuerto se utiliza principalmente para alquiler de helicópteros y principalmente para actividades de desarrollo en alta mar dentro del país.
Además de los vuelos chárter dentro de Surinam, Gum Air también opera servicios interiores programados desde Paramaribo a lugares como Benzdorp, Cottica, Gabaka, Drietabbetje y Stoelmanseiland.
A nivel internacional, Gum Air tiene un acuerdo con Trans Guyana Airways y juntos brindan vuelos programados regulares entre el Aeropuerto Zorg en Hoop de Paramaribo y el Aeropuerto de Ogle de Georgetown.
Gum Air ha volado varios tipos únicos de aviones STOL de despegue y aterrizaje cortos desde Surinam en el pasado, como Dornier Do 28 Skyservant, GAF Nomad, Britten-Norman Islander y también tipos de helicópteros como Bell 204 y Bell 206.
En septiembre de 2021, Gum Air hizo un pedido en Cessna del nuevo Cessna 408 SkyCourier para convertirse en el primer operador en el Caribe y América Latina, su entrega está prevista para 2023. Gum Air está construyendo actualmente una nueva pista de 1100 metros al lado del Helipuerto Gummels de Paramaribo, y planea utilizar el SkyCourier para vuelos entre Paramaribo, Georgetown, Puerto España y Cayena. El nuevo aeropuerto apoyará principalmente a los sectores de petróleo, gas y carga con vuelos chárter.

## Flota

### Flota actual[4]
| Aeronaves                            | En servicio | Pedidos | Pasajeros                                       | Matrículas                                      | Antigüedad                                      |
| ------------------------------------ | ----------- | ------- | ----------------------------------------------- | ----------------------------------------------- | ----------------------------------------------- |
| Beechcraft 1900D                     | 1           | —       | 19                                              | PZ-TBA                                          | 26 años                                         |
| Bell 505 Jet Ranger X                | 1           | —       | 4                                               |                                                 |                                                 |
| Cessna 206 Stationair                | 3           | —       | 6                                               | PZ-PBD                                          | 48 años                                         |
| Cessna 206 Stationair                | 3           | —       | 6                                               | PZ-TVU                                          | 47 años                                         |
| Cessna 206 Stationair                | 3           | —       | 6                                               | PZ-TBG                                          | 33 años                                         |
| Cessna 208 Grand Caravan             | 4           | —       | 13                                              | PZ-TBH                                          | 23 años                                         |
| Cessna 208 Grand Caravan             | 4           | —       | 13                                              | PZ-TBT                                          | 19 años                                         |
| Cessna 208 Grand Caravan             | 4           | —       | 13                                              | PZ-TBS                                          | 17 años                                         |
| Cessna 208 Grand Caravan             | 4           | —       | 13                                              | PZ-TBK                                          | 11 años                                         |
| Cessna 408 SkyCourier                | —           | 1       | 19                                              |                                                 |                                                 |
| De Havilland Canadá DHC-6 Twin Otter | 2           | —       | 19/carga                                        | PZ-TBN                                          | 49 años                                         |
| De Havilland Canadá DHC-6 Twin Otter | 2           | —       | 19/carga                                        | PZ-TBY                                          | 45 años                                         |
| Robinson R44 Raven I                 | 2           | —       | 3                                               |                                                 |                                                 |
| Total                                | 13          | 1       | Edad media de la flota (enero de 2025): 30 años | Edad media de la flota (enero de 2025): 30 años | Edad media de la flota (enero de 2025): 30 años |

### Flota histórica
| Aeronaves                | Total | Introducido | Retirado | Matrículas              |
| ------------------------ | ----- | ----------- | -------- | ----------------------- |
| Britten-Norman Islander  | 1     | ??          | ??       | PZ-TBL                  |
| Dornier Do 28 Skyservant | 1     | 1976        | 1990     | PZ-TBB                  |
| GAF Nomad                | 3     | 1978        | 2001     | PZ-TBA, PZ-TBM y PZ-TBP |

## Accidentes incidentes[6]
- El 10 de febrero de 2001, el GAF Nomad de Gum Air, registrado PZ-TBP,  se estrelló en un vuelo desde el Aeropuerto Internacional Johan Adolf Pengel a la pista de aterrizaje de Njoeng-Jacob Kondre (OACI: SMJK). El avión Nomad había perdido el contacto por radio. Según el personal de la pista de aterrizaje de Jacob Kondre, volaba bajo y se estrelló contra una montaña. Los 9 pasajeros y el piloto murieron.
- El 21 de agosto de 2008, un Cessna 207 Skywagon, registrado PZ-TRR, se salió de la pista de aterrizaje en la pista de Poesoegroenoe (OACI: SMPG) durante el despegue cuando ocurrió una falla del motor. Las seis personas a bordo sobrevivieron y solo dos resultaron levemente heridas.
- El 22 de noviembre de 2008, un Cessna 404 Titan, registrado PZ-TVC, realizó un aterrizaje forzoso en la carretera cerca de Gusterie, Surinam, después de fallas en el motor. El avión se detuvo en los arbustos y se informó destruido. No se produjeron heridos ni víctimas mortales en este accidente.
- El 15 de mayo de 2017, un Cessna 206 Stationair, registrado PZ-TVU, tuvo una falla en el tren de aterrizaje durante la carga en la pista de aterrizaje de Kwamalasamutu (OACI: SMSM). El equipo del avión se reparó más tarde y se llevó de regreso a la base de operaciones del Aeropuerto Zorg en Hoop.
- El 28 de julio de 2021, un Cessna 206 Stationair, registrado PZ-TBG, se estrelló cerca de la antigua zona minera de Paranam en Surinam. Este accidente ocurrió luego de una pérdida de potencia del motor, cuatro pasajeros y una mujer piloto sobrevivieron con heridas leves.